# Санкт-Петербургская городская дума
Санкт-Петербургская Городская дума (Петербургская Городская дума, Петроградская Городская дума) — распорядительный орган городского самоуправления в Санкт-Петербурге — столице Российской империи.

## История
Петербургская городская дума учреждена в 1786 году по Жалованной грамоте городам Екатерины II. Ведала городским хозяйством, налогами и сборами, торговлей, медицинским делом, образованием и т. п. Решения Петербургской Городской думы утверждались генерал-губернатором, с 1871 года — градоначальником.
Общая Городская дума с 1786 года состояла из гласных (депутатов), избиравшихся на 4 года городским населением, разделённым на 6 разрядов. Общая Городская дума избирала постоянный исполнительный орган — Шестигласную думу (один гласный от каждого из разрядов). Во главе Санкт-Петербургской городской думы стоял Городской голова.
В 1798 году Павел I упразднил Петербургскую городскую думу, заменив её Ратгаузом. В 1802 году Городская дума восстановлена.
По Городовому положению 1846 года Шестигласная дума заменена Распорядительной думой, состоявшей из 12 выборных гласных и «члена от короны» (представителя императорской фамилии). В 1863—1917 годы Городской думой выпускалось периодическое издание «Известия Петербургской городской думы» (с 1914 года — «Известия Петроградской городской думы»).
По Городовому положению 1870 года Петербургская Городская дума стала бессословной. В 1873 году её исполнительным органом стала Городская управа во главе с председателем Городской думы (Городским головой). По Городовому положению 1892 года повышен имущественный ценз избирателей. Число выборщиков сократилось до 7 тысяч человек. По Городовому положению 1903 года число выборщиков увеличилось до 12 тысяч; был усилен контроль администрации за деятельностью Городской думы; также с 8 июня 1903 года была введена должность председателя Городской думы — на посту председателя были: Дурново, Пётр Павлович (1904—1905), Красовский, Михаил Васильевич (1906), Бобринский, Алексей Александрович (1907—1908), Унковский, Сергей Владимирович (1909—1911), Казицын, Дмитрий Алексеевич (1912—1913), Иванов, Сергей Валентинович (1914—1916), Худеков, Сергей Николаевич (1917).
После Февральской революции 1917 года Петроградская городская дума до новых выборов была заменена Центральной думой, гласных которой избирали Районные думы. В августе впервые состоялись выборы по партийным спискам. Во время Октябрьского восстания в Петрограде пыталась оказать помощь Временному правительству. В ноябре 1917 года декретом СНК Центральная дума распущена и объявлены новые выборы. Было избрано 200 депутатов, из них 188 большевиков. Председателем городской думы был избран Калинин, Михаил Иванович.
В апреле 1918 года Городская управа приняла решение о роспуске Петроградской городской думы. В сентябре 1918 года Городская дума была окончательно упразднена.

## Местонахождение
В 1786—1918 годы Петербургская Городская дума располагалась на Невском проспекте дом 33/1 (здание построено в 1784—1887 годы, арх. Д. Феррари). В 1799—1804 годы пристроена башня (арх. Джакомо Феррари), ставшая одной из архитектурных доминант Невского проспекта. Башня использовалась в 1830—1850-х годах, как станция оптического телеграфа, а в 1850—1920-х годах — как пожарная каланча. В 1847-52 годы здание Петербургской Городской думы перестроено (арх. Н. Е. Ефимов, Л. Л. Бонштедт), а в 1913-14 годы надстроены два этажа (арх. А. В. Кенель).